# Eter luminifer

Eterul luminifer: s-a presupus că Pământul se mișca printr-un mediu numit eter, care transportă lumina

Spre sfârșitul secolului al XIX-lea, eterul luminifer (sau simplu eterul) a fost termenul folosit pentru a descrie un mediu prin care se propagă lumina. Cuvântul eter vine de la cuvântul grecesc αἰθήρ, cu semnificația aer superior sau cer limpede, iar luminifer vine de la o rădăcină care înseamnă purtător de lumină. Desemnează substanța despre care se credea în antichitate că umple regiunile superioare ale spațiului, deasupra norilor.
Teoriile ulterioare, în principal teoria relativității restrânse au fost formulate fără conceptul de eter. Astăzi, teoria eterului este considerată o teorie științifică depășită.